# Ulrike Bechmann

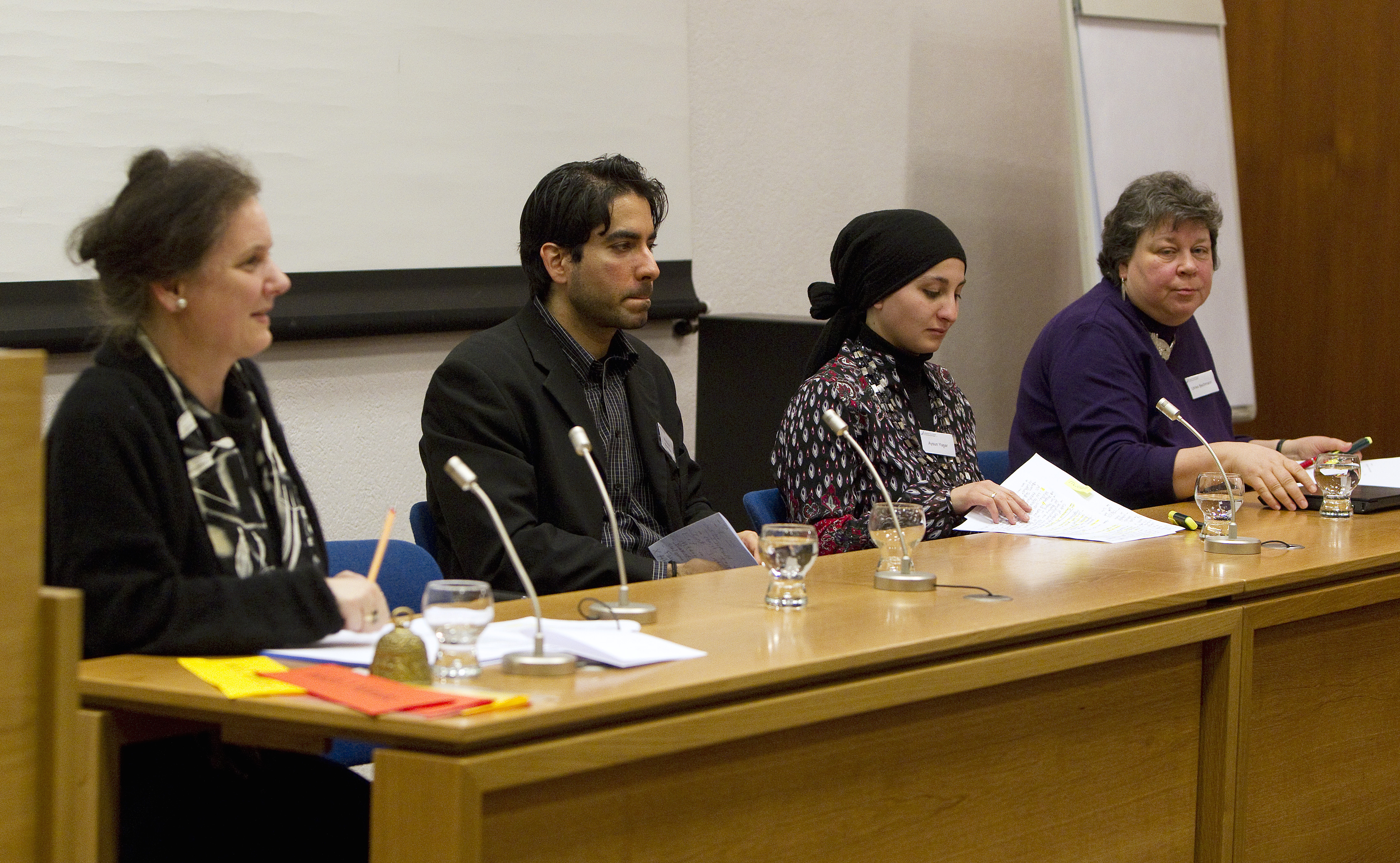
Bechmann (rechts) auf einem Podium des Theologischen Forums Christentum – Islam, 2010

Ulrike Bechmann (* 12. Juni 1958 in Bamberg) ist eine deutsche römisch-katholische Theologin und Religionswissenschaftlerin.

## Leben
Ulrike Bechmann studierte römisch-katholische Theologie an der Otto-Friedrich-Universität Bamberg und promovierte dort 1988 im Fach Altes Testament. Das Studium der Islamwissenschaften/Arabistik schloss sie mit einem M.A. ab. Von 1989 bis 1999 war sie Geschäftsführerin des Deutschen Weltgebetstagskomittees.
Ihre von der Universität Bayreuth angenommene Habilitationsschrift Abraham – Beschwörungsformel oder Präzisierungsquelle? Bibeltheologische und religionswissenschaftliche Untersuchungen zum Abraham-Paradigma im interreligiösen Dialog wurde 2006 mit dem Augsburger Wissenschaftspreis für Interkulturelle Studien ausgezeichnet. Von 2006 bis 2022 war Ulrike Bechmann Professorin für Religionswissenschaft an der Katholisch-Theologischen Fakultät der Universität Graz. Sie ist Unterzeichnerin des Memorandums „Kirche 2011: Ein notwendiger Aufbruch“.

## Schriften (Auswahl)
- Das Deboralied zwischen Geschichte und Fiktion. Eine exegetische Untersuchung zu Richter 5, St. Ottilien 1989
- Verwurzelt im Heiligen Land. Eine Einführung in das palästinensische Christentum, (gemeinschaftlich mit Mitri Raheb), Frankfurt 1995
- Vom Dialog zur Solidarität. Das christlich-islamische Gespräch in Palästina. Mit einem Vorwort von Uwe Gräbe und einem Beitrag von Ottmar Fuchs, Trier 2000
- Frauenkulturen. Christliche und muslimische Frauen in Begegnung und Gespräch, (gemeinschaftlich mit Sevda Demir und Gisela Egler), Düsseldorf 2001
- Abigail. Prophetin • Weise Frau • Politikerin, (Reihe: Kleinschriften, hrsg. Katholisches Bibelwerk), Stuttgart 2001
- Die Töchter Zelofhads. Fordernde-Erbinnen-Vertrauende, (Reihe: Kleinschriften, hrsg. Katholisches Bibelwerk), Stuttgart 2003
- Weisheit im Leiden. Ijobs Ringen und das Lied der Weisheit in Ijob 28, (gemeinschaftlich mit Klaus Bieberstein), (Reihe: Kleinschriften, hrsg. Katholisches Bibelwerk), Stuttgart 2006
- Abraham und die Anderen. Kritische Untersuchung zur Abraham-Chiffre im interreligiösen Dialog, Lit Verlag, Berlin – Münster 2019 (Bayreuther forum TRANSIT – Kulturwissenschaftliche Religionsstudien Band 5; zugleich: Habilitationsschrift, Universität Bayreuth, 2004), ISBN 978-3-8258-9430-6.
- "wunderbar geschaffen!" (Psalm 139). In der Welt erwünscht sein. Auslegungen und Bibelarbeiten zum Weltgebetstag von den Cookinseln 2025, Stuttgart 2024